# Castell de Pladecorts

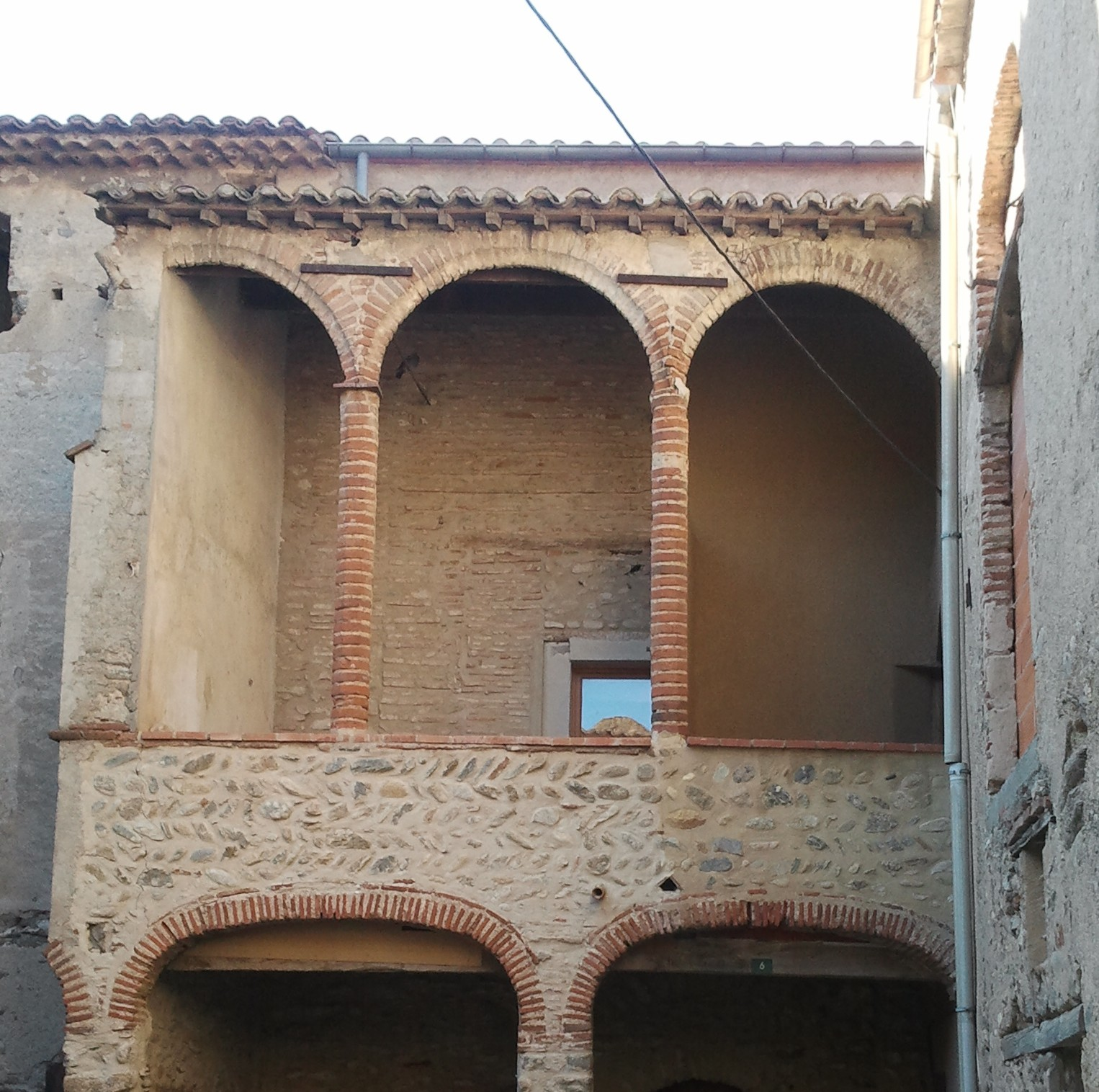
Restes del castell

El Castell de Pladecorts, o Vila fortificada de Pladecorts, és el recinte fortificat, medieval d'estil romànic del poble de Sant Joan de Pladecorts, del terme del mateix nom, a la comarca del Vallespir, Catalunya del Nord.
Està situat en el punt més elevat del poble, a la Plaça dels Valls. Laa seva capella exerceix actualment d'església parroquial del poble.

## Història
Es tenen notícies de Pladecorts des del segle x, quan el monestir de Santa Maria d'Arles hi tenia nombroses possessions i s'hi van produir nombroses donacions. Aquest domini s'encrementa el segle xi, fins al punt que aquesta abadia exercia la senyoria de Pladecorts. El 1188 s'establí un conveni entre l'abat del monestir i el castlà de Pladecorts, alhora que Alfons I donava el permís de bastir-hi una forcia o castrum, autorització confirmada poc després pel vescomte de Castellnou, Jaspert III. Des del 1211 apareix una família cognominada Santjoan: Arnau de Santjoan, el seu germà Guillem, llur descendent Berenguer de Santjoan, el qual es posà del costat de Jaume III de Mallorca wl 1343, en el conflicte entre Catalunya i Mallorca, i a la seva mort heretà la senyoria Francesc de Bellcastell, però poc després Joan I atribuïa la senyoria de Pladecorts a Berenguer d'Ortafà, un descendent del qual la va vendre a Ramon de Llupià, senyor de Bages. El 1460 passava a mans de Berenguer d'Oms, qui la venia al cap de poc al burgès honrat de Perpinyà Joan Pagès, conseller de Joan II. Fou confiscada per Lluís XI de França, però el 1477 el net de Joan Pagès, Francesc de Pagès, recuperà la senyoria de Sant Joan de Pladecorts. Fins a la Revolució Francesa romangué en mans d'aquesta darrera família.

## El conjunt murallat
Incorporats en els edificis subsistents en l'actualitat es troben nombroses restes d'aquest castell i, possiblement, de la resta d'edificacions de fortificació de Sant Joan de Pladecorts. Tenia una forma rectangular quasi quadrada, i fou eixamplat cap a llevant. Les restes més notables són les visibles des de la Plaça dels Valls, amb un llenç de la muralla de força allargada, amb una torre massissa, la del rellotge, al bell mig. Dins d'aquesta torre hi ha l'actual església parroquial del poble, Sant Joan Baptista del Castell de Pladecorts, agençada modernament en el lloc on hi hagué una capella anteriorment, a l'interior d'una torre de defensa.
La muralla és feta de còdols grossos, units per un espès morter. Un altre tram de muralla important és a la Plaça de la República, mentre que al nord i a ponent els trossos que en queden estan confosos amb l'obra de les cases dreçades en aquells llocs. És destacable la porta conservada ran de l'actual església, que originalment devia ser una entrada secundària, per les seves dimensions.
En els entorns hi ha una sèrie de carrerons que també mostren restes de fortificacions i de construccions coetànies del castell.